# Сарверден
Сарверден (на френски: Sarrewerden; на немски: Saarwerden) е комуна в департамент Ба Рен, регион Гранд Ест, Франция с 920 жители (на 1 януари 2012) и площ от 16,73 км².

От 1125 до 1793 г. територията е Графство Сарверден.

## Личности
- Фридрих III фон Сарверден (* 1348 в Сарверден; † 9 април 1414) е архиепископ на Кьолн от 1370 до 1414 г.